# Leptocentrus substitutus
Leptocentrus substitutus är en insektsart som beskrevs av Walker. Leptocentrus substitutus ingår i släktet Leptocentrus och familjen hornstritar. Inga underarter finns listade i Catalogue of Life.